# Jorge Arriagada
Jorge Arriagada (Santiago de Chile, 20 de agosto de 1943-8 de octubre de 2024) fue un compositor de música cinematográfica chileno que residía en Francia desde 1966. Conocido por su larga colaboración con el director Raúl Ruiz. También trabajó con los directores Patricio Guzmán, Barbet Schroeder y Olivier Assayas.

## Biografía
Estudió composición y dirección en el Conservatorio Nacional de Música de Santiago. Con 22 años obtuvo una beca del gobierno francés que le permitió estudiar expresionismo con Max Deutsch, alumno y colaborador del compositor y teórico austríaco Arnold Schönberg. También estudió composición con Olivier Messiaen y dirección con Pierre Boulez. En 1972, la Fundación Guggenheim le ofreció una beca por su contribución al campo de la música electrónica en la Universidad de Stanford. Desde 1977, ha trabajado principalmente en la industria cinematográfica, componiendo música para más de 160 películas para una treintena de directores, entre ellos Olivier Assayas, Patricio Guzmán, Benoît Jacquot, Orson Welles y Barbet Schroeder, destacando su trabajo de composición para 46 películas del director chileno Raúl Ruiz.
Sus partituras para el cine son a menudo música sinfónica, pero también piezas de música de cámara. Así dio su versión de la famosa sonata de Vinteuil para la adaptación cinematográfica de 1998 de la novela de Marcel Proust, En busca del tiempo perdido. Los géneros que ha explorado incluyen, entre otros, la música clásica, la música contemporánea y la electroacústica, así como el jazz.
En 2013 se publicó un CD titulado Les Musiques de Jorge Arriagada pour les Films de Philippe Le Guay que reúne las composiciones originales de Jorge Arriagada para las películas Les Deux Fragonard, Las chicas de la sexta planta y Alceste à bicyclette. En 2014 fue nominado al Premios César por la banda sonora de Alceste à bicyclette.
Miembro de la Academia de Cine Europeo, ha sido jurado en varios festivales de cine, como el Festival de Cannes, el Festival Internacional de Cine de San Sebastián, la Muestra Internacional de Cine de São Paulo, la Mostra de València y la Semana Internacional de Cine de Valladolid. En 2020, recibió el Gran Premio Sacem de Música que concede la Société des auteurs, compositeurs et éditeurs de musique.

## Filmografía
- 1977 : Colloque de chiens de Raúl Ruiz
- 1978 : Les Divisions de la nature de Raúl Ruiz
- 1978 : La Vocation suspendue de Raúl Ruiz
- 1978 : Des grands événements et des gents ordinaires de Raúl Ruiz
- 1979 : L'Hypothèse du tableau volé de Raúl Ruiz
- 1980 : Zig-Zag - le jeu de l'oie de Raúl Ruiz
- 1981 : Le Territoire de Raúl Ruiz
- 1982 : Le Péril rampant de Alberto Yaccelini
- 1982 : Le Toit de la baleine de Raúl Ruiz
- 1982 : Moi, l'autre de João Botelho
- 1983 : Bérénice de Raúl Ruiz
- 1983 : Lettre d'un Cinéaste de Raúl Ruiz
- 1983 : Les Trois couronnes du matelot de Raúl Ruiz
- 1984 : Les Amants terribles de Danièle Dubroux y Stavros Kaplanidis
- 1984 : La Ville des pirates de Raúl Ruiz
- 1984 : Point de fuite de Raúl Ruiz
- 1984 : 7 Faux Raccords de Raúl Ruiz
- 1984 : Paris vu par... vingt ans après (segmento "Canal Saint-Martin") de Philippe Venault
- 1984 : Notre mariage de Valeria Sarmiento
- 1984 : Ave Maria de Jacques Richard
- 1984 : Le Siècle de Kafka de Maurice Dugowson
- 1985 : Ces jours où les remords vous font vraiment mal au cœur de Melvil Poupaud
- 1985 : Manoel dans l'île des merveilles de Raúl Ruiz
- 1985 : La isla del tesoro de Raúl Ruiz
- 1986 : Mémoire des apparences de Raúl Ruiz
- 1986 : Richard III de Raúl Ruiz
- 1986 : Dans un miroir de Raúl Ruiz
- 1986 : Hijos de la guerra fría de Gonzalo Justiniano
- 1986 : 15 août de Nicole Garcia
- 1986 : Titus-Carmel de Jean Douchet
- 1987 : Brise-glace de Raúl Ruiz
- 1987 : Le Professeur Taranne de Raúl Ruiz
- 1987 : Le Miraculé de Jean-Pierre Mocky
- 1987 : Buisson ardent de Laurent Perrin
- 1987 : La Chouette Aveugle de Raúl Ruiz
- 1987 : Saint-Denis de Claudine Bories
- 1988 : Les Mendiants de Benoît Jacquot
- 1988 : Terre Sacrée de Emilio Pacull
- 1988 : Au Sud du Monde de Bernard Aubouy
- 1989 : L'Enfant de l'hiver de Olivier Assayas
- 1989 : Blancs cassés de Philippe Venault
- 1989 : Les Deux Fragonard de Philippe Le Guay
- 1989 : Edipo de Raúl Ruiz
- 1990 : Amelia Lopes O'Neill de Valeria Sarmiento
- 1990 : Le Procès du roi de João Mário Grilo
- 1990 : Un Jeu d'enfant de Pascal Kané
- 1990 : La Désenchantée de Benoît Jacquot
- 1991 : Blanval de Michel Mees
- 1991 : Langlois Monumental de Jacques Richard
- 1991 : Sushi Sushi de Laurent Perrin
- 1991 : Le Ciel de Paris de Michel Béna
- 1992 : O Fim do Mundo de Joao Mario Grilo
- 1992 : Das Tripas Coração de Joaquim Pinto
- 1992 : Terra fria de Antonio Campos
- 1992 : Urgence d'aimer de Philippe Le Guay
- 1993 : Rhésus Roméo de Philippe Le Guay
- 1993 : L'Œil qui ment de Raúl Ruiz
- 1994 : Los náufragos de Miguel Littin
- 1994 : Exterior Night (cortometraje) de Mark Rappaport
- 1994 : La Flaca Alejandra de Carmen Castillo
- 1995 : Le Fabuleux Destin de madame Petlet de Camille de Casabianca
- 1995 : L'Année Juliette de Philippe Le Guay
- 1995 : L'Éducatrice de Pascal Kané
- 1995 : Elle de Valeria Sarmiento
- 1995 : Trois vies et une seule mort de Raúl Ruiz
- 1995 : Pili, Prince des rues de Bertrand Van Effenterre
- 1996 : Les yeux d'Asie de João Mário Grilo
- 1996 : Mi último hombre de Tatiana Gaviola
- 1996 : Turres Eburnera de Raúl Ruiz
- 1996 : Transatlantique de Christine Laurent
- 1997 : El Ché de Maurice Dugowson
- 1997 : Alejo Carpentier de Emilio Pacull
- 1997 : Généalogies d'un crime de Raúl Ruiz
- 1997 : Le Monde d'Angelo de Pascal Kané
- 1998 : L'Inconnu de Strasbourg de Valeria Sarmiento
- 1998 : Jessie (Shattered Image) de Raúl Ruiz
- 1998 : El Entusiasmo de Ricardo Larraín
- 1998 : Aventureros del fin del mundo de Miguel Latín
- 1999 : Quelque chose de Melvil Poupaud
- 1999 : La Isla de Robinson Crusoe de Patricio Guzmán
- 1999 : El tiempo recobrado de Raúl Ruiz
- 2000 : 30 ans de Laurent Perrin
- 2000 : Combat d'amour en songe de Raúl Ruiz
- 2000 : La Virgen de los sicarios de Barbet Schroeder
- 2000 : La comedia de la inocencia de Raúl Ruiz
- 2001 : Les Âmes fortes de Raúl Ruiz
- 2002 : Madrid de Patricio Guzmán
- 2002 : El astrónomo y el indio de Carmen Castillo
- 2002 : Cofralandes 1 Hoy en Dia de Raúl Ruiz
- 2002 : Cofralandes 2 Rostros y Rincones de Raúl Ruiz
- 2002 : Cofralandes 3 Museos y Clubes de la Region Antartica de Raúl Ruiz
- 2002 : Cofralandes 4 Evocaciones y Valses de Raúl Ruiz
- 2003 : Ce jour-là de Raúl Ruiz
- 2003 : Une place parmi les vivants de Raúl Ruiz
- 2003 : Les Orphelins du Condor de Emilio Pacull
- 2004 : Tout pour l'oseille de Bertrand Van Effenterre
- 2004 : Salvador Allende de Patricio Guzmán
- 2004 : Días de campo de Raúl Ruiz
- 2004 : Operation Hollywood de Emilio Pacull
- 2004 : En el Louvre con Miquel Barceló de Valeria Sarmiento
- 2005 : Le Domaine perdu de Raúl Ruiz
- 2005 : Horcón, al sur de ninguna parte de Rodrigo Gonçalves
- 2005 : La Vida perra de Juanita Narboni de Farida Benlyazid
- 2005 : Mon Jules Verne de Patricio Guzmán
- 2006 : Klimt de Raúl Ruiz
- 2006 : Vocation Cinéaste de Laurent Perrin
- 2006 : Opus Dei, una cruzada silenciosa de Marcela Said
- 2007 : Terror's Advocate de Barbet Schroeder
- 2007 : Crosse de Liova Jedlicki
- 2007 : Dominique Laffin, portrait d'une enfant pas sage de Laurent Perrin
- 2007 : La recta provincia de Raúl Ruiz
- 2008 : Secretos de Valeria Sarmiento
- 2008 : Inju : la Bête dans l'ombre de Barbet Schroeder
- 2008 : La Maison Nucingen de Raúl Ruiz
- 2008 : Mister President de Emilio Pacull
- 2008 : Litoral de Raúl Ruiz
- 2009 : The Incredible Journey of the Butterflies de Nick de Pencier
- 2009 : El Pasaporte amarillo de Raúl Ruiz
- 2009 : History of a Chair de Pablo Salvador
- 2009 : Medea's Ark de Pablo Salvador
- 2010 : Je ne vous oublierai jamais de Pascal Kané
- 2010 : Il Était une fois King-Kong de Laurent Perrin
- 2010 : Misterios de Lisboa de Raúl Ruiz
- 2010 : La maleta de Raúl Ruiz
- 2010 : Pour tout l'or des Andes de Carmen Castillo
- 2011 : Las chicas de la sexta planta de Philippe Le Guay
- 2011 : Ballet Aquatique de Raúl Ruiz
- 2011 : Diario de mi Residencia en Chile de Valeria Sarmiento
- 2011 : Cornelia frente al espejo de Daniel Rosenfeld
- 2011 : ¿Alguien ha visto a Lupita? de Gonzalo Justiniano
- 2012 : Chez Frida Kalo de Xavier Villetard
- 2012 : Ferlinghetti le dernier des Beatniks de Laurent Perrin
- 2012 : La noche de enfrente de Raúl Ruiz
- 2012 : Las líneas de Wellington de Valeria Sarmiento
- 2013 : Alceste à bicyclette de Philippe Le Guay
- 2013 : L'Harmonie familiale de Camille de Casabianca
- 2014 : Welcome Home Emma-Rose de Miriam Heard
- 2014 : Diario de mi residencia en Chile: María Graham de Valeria Sarmiento
- 2015 : Al Centro de la Tierra de Daniel Rosenfeld
- 2015 : Floride de Philippe Le Guay
- 2015 : Le Saphir de Saint-Louis de José Luis Guerín
- 2016 : Jean Dupuy, une biographie à 2 têtes de Pascal Kané
- 2016 : Sélection Officielle de Jacques Richard
- 2016 : Tierra Yerma de Miriam Heard
- 2016 : Raoul Ruiz: Contre L'ignorance fiction de Alejandra Rojo
- 2016 : Mademoiselle Clara de Daniel Rosenfeld
- 2017 : Casa di Angeli de Valeria Sarmiento
- 2017 : La telenovela errante de Raúl Ruiz-Valeria Sarmiento
- 2017 : Le Venerable W de Barbet Schroeder
- 2017 : Où en êtes-vous, Barbet Schroeder de Barbet Schroeder
- 2018 : Il Etait une fois le Progrès de Pascal Kané
- 2018 : Le Cahier Noir de Valeria Sarmiento
- 2019 : Entierro de Maura Morales
- 2020 : The Tango of the Widower de Raúl Ruiz-Valeria Sarmiento
- 2021 : El Realismo Socialista de Raúl Ruiz-Valeria Sarmiento
- 2021 : Ensayo para Guemes de Daniel Rosenfeld
- 2022 : L' Heure du départ de Camille de Casabianca